# Galatasaray Istanbul/Saison 1907/08
Die Saison 1907/08 von Galatasaray Istanbul war die 2. Saison in der Vereinsgeschichte und die 2. Saison in der İstanbul Futbol Ligi. Der Klub beendete die Saison auf dem 3. Platz.

## Personalien

### Kader
| Nat.                   | Name                      |
| Torhüter               | Torhüter                  |
| ---------------------- | ------------------------- |
| Osmanisches Reich 1844 | Ahmet Robenson            |
| Osmanisches Reich 1844 | Asım Tevfik Sonumut       |
| Abwehr                 |                           |
| Montenegro Furstentum  | Milija Bakić              |
| Osmanisches Reich 1844 | Bekir Sıtkı Bircan        |
| Osmanisches Reich 1844 | Refik Cevdet Kalpakçıoğlu |
| Osmanisches Reich 1844 | Tahsin Nahit              |
| Osmanisches Reich 1844 | Küçük Paul                |
| Mittelfeld             |                           |
| Montenegro Furstentum  | Pavle Bakić               |
| Osmanisches Reich 1844 | Celâl İbrahim Bey         |
| Osmanisches Reich 1844 | Hasan Basri Bey           |
| Osmanisches Reich 1844 | Ali Sami Yen              |
| Angriff                |                           |
| Osmanisches Reich 1844 | Abidin Daver              |
| Bulgarien 1908         | Boris Nikolof             |
| Osmanisches Reich 1844 | Fuat Hüsnü Kayacan        |
| Osmanisches Reich 1844 | Muzaffer Kazancı          |
| Osmanisches Reich 1844 | Ali Müsait                |
| Osmanisches Reich 1844 | Emin Bülend Serdaroğlu    |
| Osmanisches Reich 1844 | Reşat Şirvani             |
| Osmanisches Reich 1844 | Kamil Soysal              |